# Oxinasphaera brucei
Oxinasphaera brucei là một loài chân đều trong họ Sphaeromatidae. Loài này được Kensley & Schotte miêu tả khoa học năm 2005.